# Dorkasgazelle
Die Dorkasgazelle (Gazella dorcas) ist eine Gazellenart aus den Trockengebieten Nordafrikas. Bevor die Tierwelt der ostafrikanischen Savannen mit den Thomson- und Grantgazellen zu großer Bekanntheit gelangte, galt die Dorkasgazelle als die typische Gazelle.

## Merkmale
Mit einem Körpergewicht von 15–20 kg und einer Schulterhöhe von 55–65 cm ist die Dorkasgazelle eine der kleinsten Gazellenarten. Als Wüstentier tarnt ihre sandfarbene Oberseite sie vor ihren Feinden. Der Flankenstreifen ist relativ schwach ausgeprägt. Beide Geschlechter tragen Hörner. Die Unterseite ist weiß, die Flanke rotbraun.

## Verbreitungsgebiet

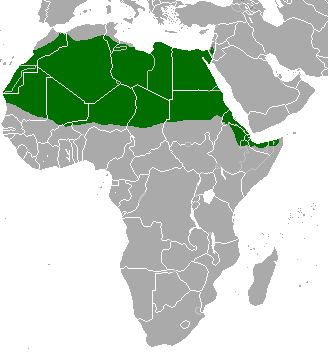
Verbreitungsgebiet der Dorkasgazelle

Das Verbreitungsgebiet der Dorkasgazelle umfasst die Halbwüsten und Wüsten Nordafrikas südwärts bis zur Sahelzone, dazu angrenzende Teile Israels, Jordaniens und Syriens. Eine ähnliche Form, Gazella saudiya, die früher als Unterart der Dorkasgazelle betrachtet wurde, war einst auch im Irak, in Kuwait, dem westlichen Saudi-Arabien und im Jemen verbreitet.

## Lebensweise
Die Dorkasgazelle ist hervorragend an Trockengebiete angepasst. Sie kann ohne Wasser auskommen, da sie ihren Flüssigkeitsbedarf nur aus Tau, aus ihren Futterpflanzen sowie wasserspeichernden Wüstenpflanzen zu decken vermag.

## Gefährdung und Bestand

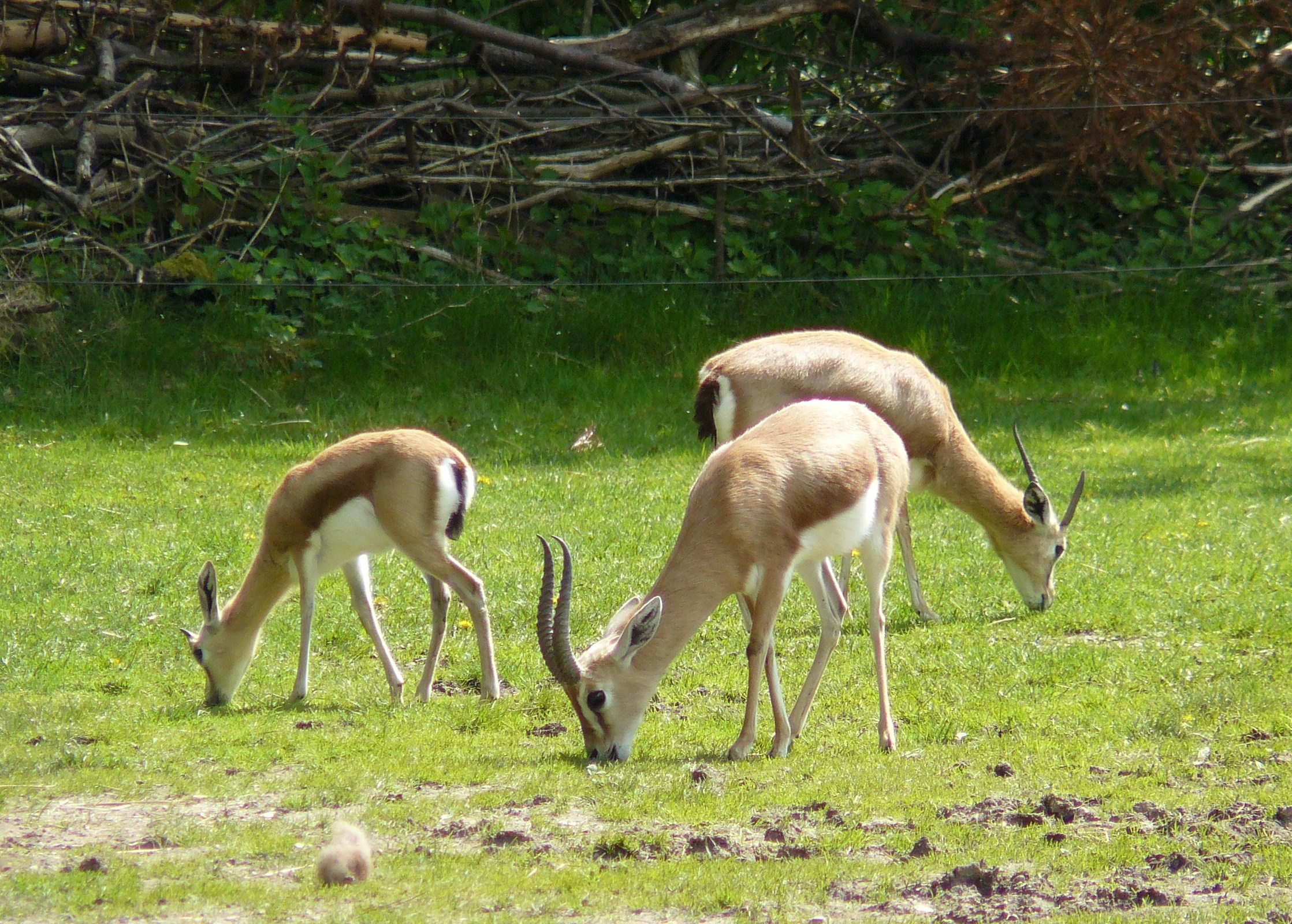
Dorkasgazellen

Die IUCN stuft die Art als gefährdet ein, da ihr Bestand noch immer durch übermäßige Bejagung abnimmt. So unternehmen reiche Familien aus den Golfstaaten oftmals Jagdreisen in die Sahara, bei denen die Antilopenjagd an die Ausmaße einer Militäroperation heranreicht; die Gazellen werden aus Flugzeugen und Motorfahrzeugen geschossen.
Der Gesamtbestand südlich der Sahara wird auf etwa 35.000 bis 40.000 Tiere geschätzt. Die größten Populationen leben am Horn von Afrika, im Tschad und im Niger, insbesondere in großen Schutzgebieten, wie dem Aïr und Ténéré Naturreservat. In Marokko leben etwa 800 bis 2000 Tiere. In Algerien kommen Dorkasgazellen noch im Tassili n'Ajjer und im Ahaggar-Nationalpark vor. In Tunesien gibt es ebenfalls Bestände in Schutzgebieten, wie dem Jebil-Nationalpark und dem Bou-Hedma-Nationalpark. In nahezu allen Gebieten gehen die Bestände weiterhin zurück. Eine Ausnahme bildet die stabile Population in Israel, die mehr als 2000 Tiere umfasst.

## Unterarten

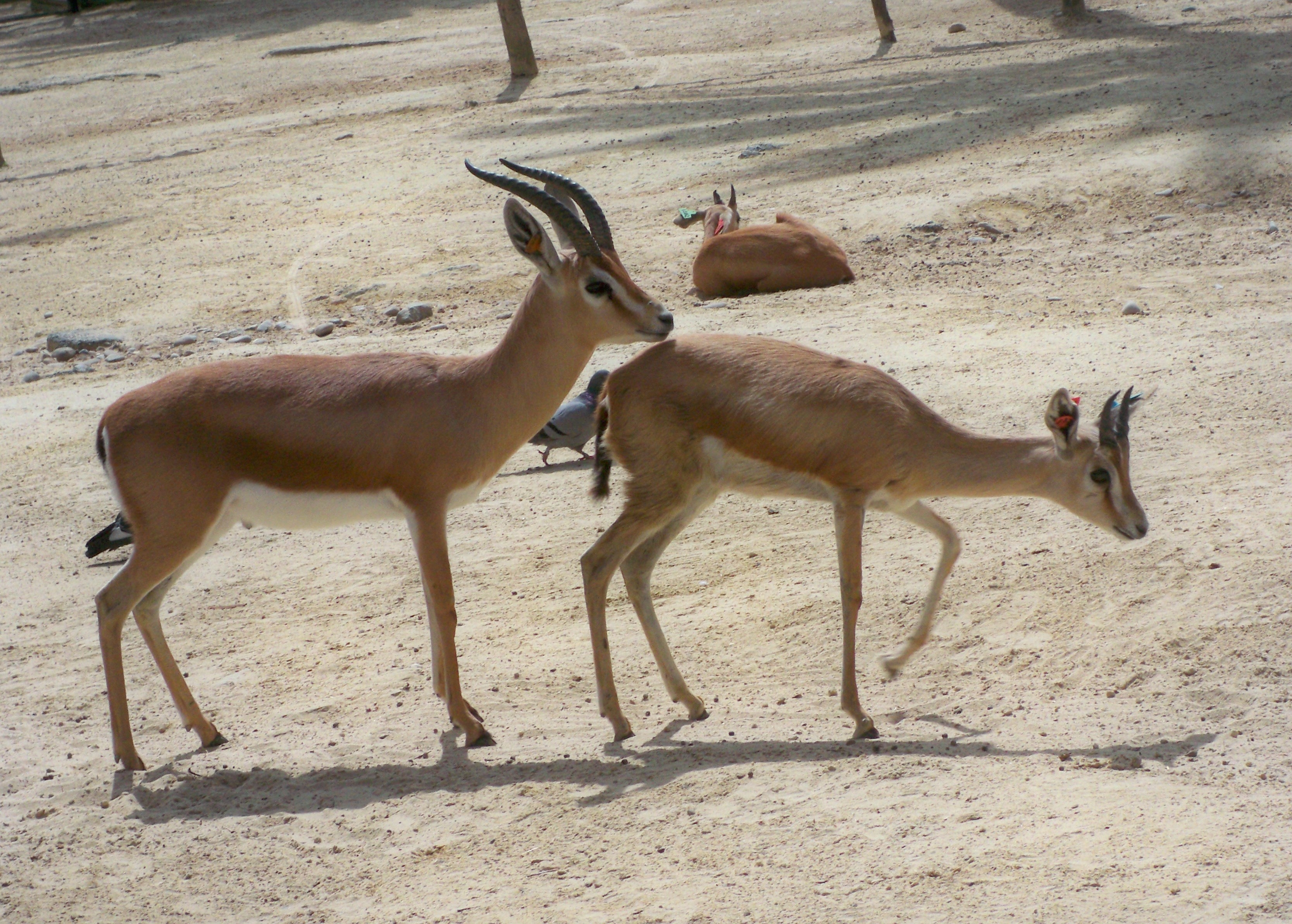
Ein Pärchen Dorkasgazellen

Folgende Unterarten werden unterschieden:
- Gazella dorcas dorcas: Östliche Sahara
- Gazella dorcas massaesyla: Westliche Sahara
- Gazella dorcas isabella: Östlich des Nils
- Gazella dorcas beccarii: Hochland von Eritrea
- Pelzeln-Gazelle (Gazella dorcas pelzelni): Nordküste Somalias

## Etymologie
Dorkas ist das griechische Wort für „Gazelle“; dagegen entstammt das Wort „Gazelle“ dem arabischen ghazal. Der deutsche Name der Art ist also aus zwei Bezeichnungen der Gattung zusammengesetzt.
Ein weiterer Zusammenhang zur Wahl des Artzusatzes kann die biblische Figur Dorkas sein, die durch den Einsatz des Apostels Peter wieder auferstand.